# Forschungseinrichtung
Forschungseinrichtungen, -institute, -zentren oder -anstalten sind (oftmals akademische) Einheiten, die Forschungsprojekte oder Forschungsprogramme durchführen, wofür eine bestimmte Menge an Ressourcen (Geld, Personal, Informationen, Forschungsinstrumente) zur Verfügung stehen. Der Begriff selbst ist rechtlich ungeschützt.
Forschungsinstitute werden meist von wissenschaftlichen Akademien, von Universitäten oder anderen wissenschaftlichen Vereinigungen getragen. Daneben gibt es Institute, die von Stiftungen, Vereinen und Unternehmen getragen werden. Wenn die Einrichtung nicht eigenständig ist, handelt es sich oft um die Forschungsabteilung eines Unternehmens. Forschungseinrichtungen, bei denen es sich nicht um Universitäten oder Fachhochschulen handelt, werden auch als Außeruniversitäre Forschungseinrichtungen bezeichnet. 

## Deutschland

Max-Planck-Institut für demografische Forschung (MPIDR) in Rostock

Zu den wichtigsten öffentlichen Forschungseinrichtungen in Deutschland gehören neben einer Vielzahl spezieller Institute der Fakultäten an Universitäten die außeruniversitären Einrichtungen der Fraunhofer-Gesellschaft, der Helmholtz-Gemeinschaft Deutscher Forschungszentren, der Leibniz-Gemeinschaft, die Institute der Max-Planck-Gesellschaft und die Bundesinstitute mit Forschungsaufgaben (die so genannte Ressortforschung). Auch eine Reihe von Akademieinstituten sowie Institute in der Trägerschaft der Länder und Gemeinden sind hier zu nennen.

## Österreich
In Österreich sind es neben Sonderformen einiger Hochschulinstitute unter anderem die Forschungsstätten der Österreichischen Akademie der Wissenschaften, der Ludwig Boltzmann Gesellschaft und die Christian-Doppler-Laboratorien. Auch große Museen betreiben eigene Forschungsabteilungen, unter anderem einige naturhistorische Museen oder das Heeresgeschichtliche Museum (Militärhistorisches Institut) in Wien oder das Ars Electronica Center in Linz. Andere relevante Institutionen sind zum Beispiel die Joanneum Research (außeruniversitäre Forschungseinrichtung), die AGEO (Geoinformation), die Austrian Space Agency (ASA), einige Bereiche des WIFI und des Instituts für Empirische Sozialforschung (IFES) oder das Krebsforschungszentrum. Generell spielen außeruniversitäre Forschungsinstitute in Österreich allerdings eine geringere Rolle als in Deutschland.

## Schweiz
In der Schweiz sind beispielsweise die Forschungsinstitute für Empirische Ökonomie, für Natur- und Ingenieurwissenschaften, für Freizeit und Tourismus (FIF) und für Hochgebirgsklima und Medizin anzuführen. Demgegenüber stellt der Swiss Pharma Contract ein Beispiel von Industrie-gesponserten Forschungsstätten dar.
Siehe auch: Kategorie:Forschungsinstitut in der Schweiz

## Sowjetunion
Als Wissenschaftliche Forschungsinstitute (russisch нау́чно-иссле́довательский институ́т, Nautschno-issledowatelski institut), kurz NII (НИИ) wurden die staatlichen Forschungseinrichtungen der Sowjetunion bezeichnet. Es gab über 100 Forschungsinstitute, von denen ein großer Teil in Russland und den anderen Nachfolgestaaten, teilweise unter anderen Namen, weiterbesteht.
Viele dieser Institute beschäftigen sich mit der Luft- und Raumfahrt. Zum Beispiel:
- NII AP – Wissenschaftliches Forschungsinstitut für Luftfahrtinstrumente (d. h. Avionik), NII Awiazionnych Priborow
- NII AW – Wissenschaftliches Forschungsinstitut für Luftfahrtbewaffnung, NII Awiazionnowo Woruschenija
- NII GWF – Wissenschaftliches Forschungsinstitut der Zivilen Luftflotte, NII Graschdanskowo Wosduschnowo Flota (bzw. GosNII)
- NII WWS – Wissenschaftliches Forschungsinstitut der Luftstreitkräfte, NII Wojenno-Wosduschnowo Sily
- RNII – Wissenschaftliches Forschungsinstitut für Raketen (Reaktiwny NII)
- NAMI – Zentrales Wissenschaftlichen Forschungsinstitut für Automobile und Automotoren

## International
Auf internationaler Ebene gibt es mehrere staatlich getragene Einrichtungen wie etwa die European Space Agency (ESA), das Kernforschungszentrum CERN, die Europäische Südsternwarte (ESO) (Garching), die European Synchrotron Radiation Facility (ESRF) (Grenoble), die Einrichtung EUMETSAT, das italienisch-europäische Sistema Trieste mit unter anderem dem Internationalen Zentrum für Theoretische Physik und dem Forschungskomplex Elettra Sincrotrone Trieste, das Biologieprojekt EMBL, und die Fusionsprojekte ITER sowie Wendelstein 7-X, die neben technischen Entwicklungen einen starken Forschungsschwerpunkt haben. International werden viele Forschungseinrichtungen auch durch die UNIDO oder UNESCO gefördert.

## Verzeichnisse von Forschungseinrichtungen
- Linkkatalog zum Thema Wissenschaftliche Fakultäten und Institute bei curlie.org (ehemals DMOZ)
- Linkkatalog zum Thema Forschungseinrichtungen bei curlie.org (ehemals DMOZ)

## Einzelbelege
1. ↑  Heine von Alemann: Zur Struktur sozialwissenschaftlicher Forschungsinstitute in der Bundesrepublik Deutschland. In: Günther Lüschen (Hrsg.): Deutsche Soziologie seit 1945. Entwicklungsrichtungen und Praxisbezug. Westdeutscher Verlag, Opladen 1979, ISBN 3-531-11479-4. S. 193